# Умное стекло

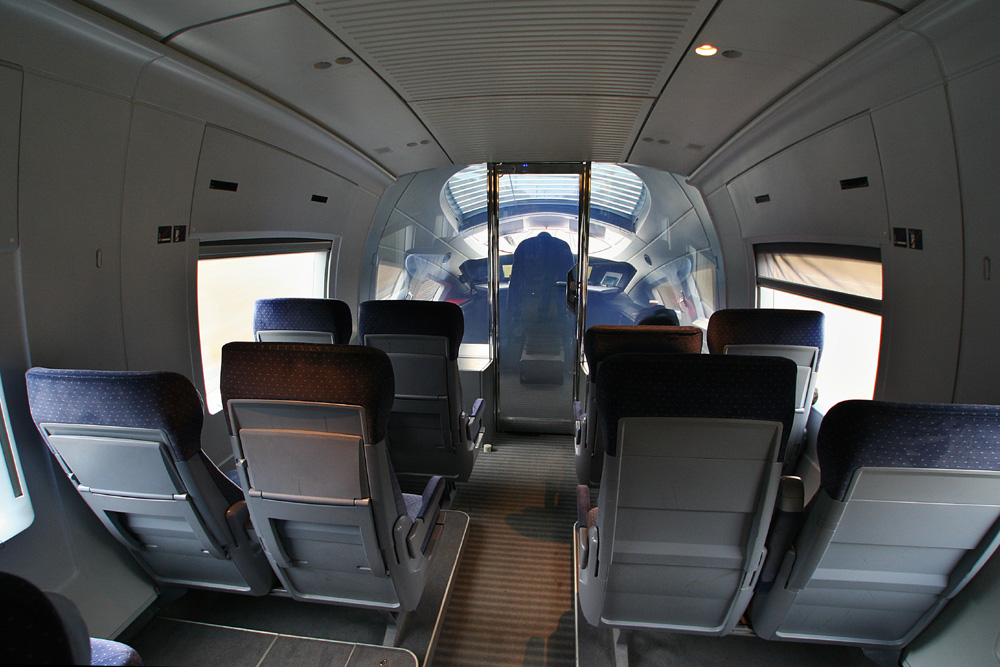
ICE 3 — перегородка из умного окна к машинисту поезда

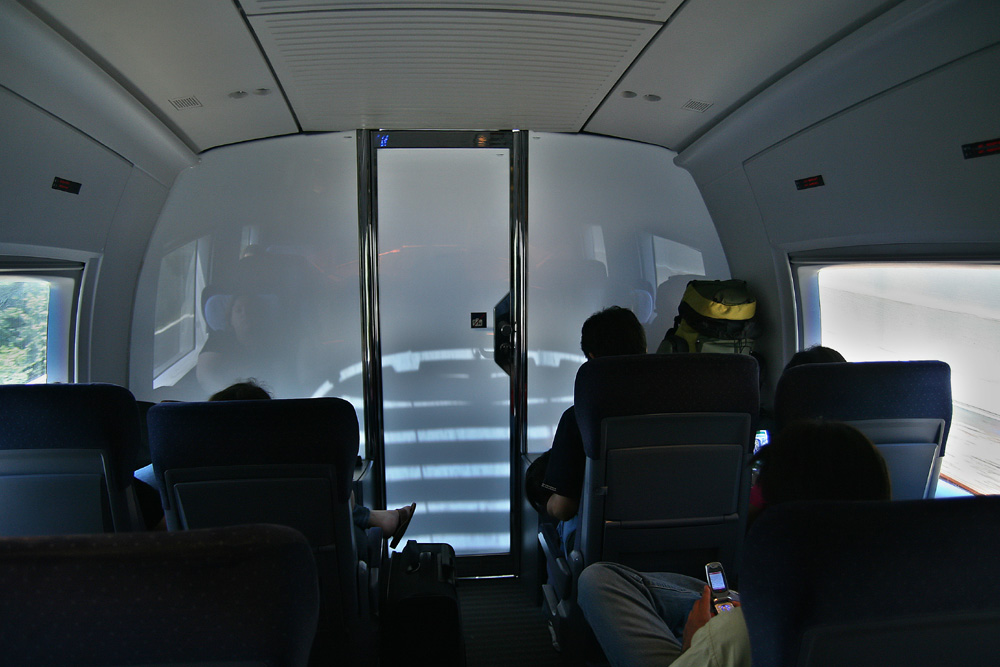
Умное стекло перегородки в «матовом» состоянии

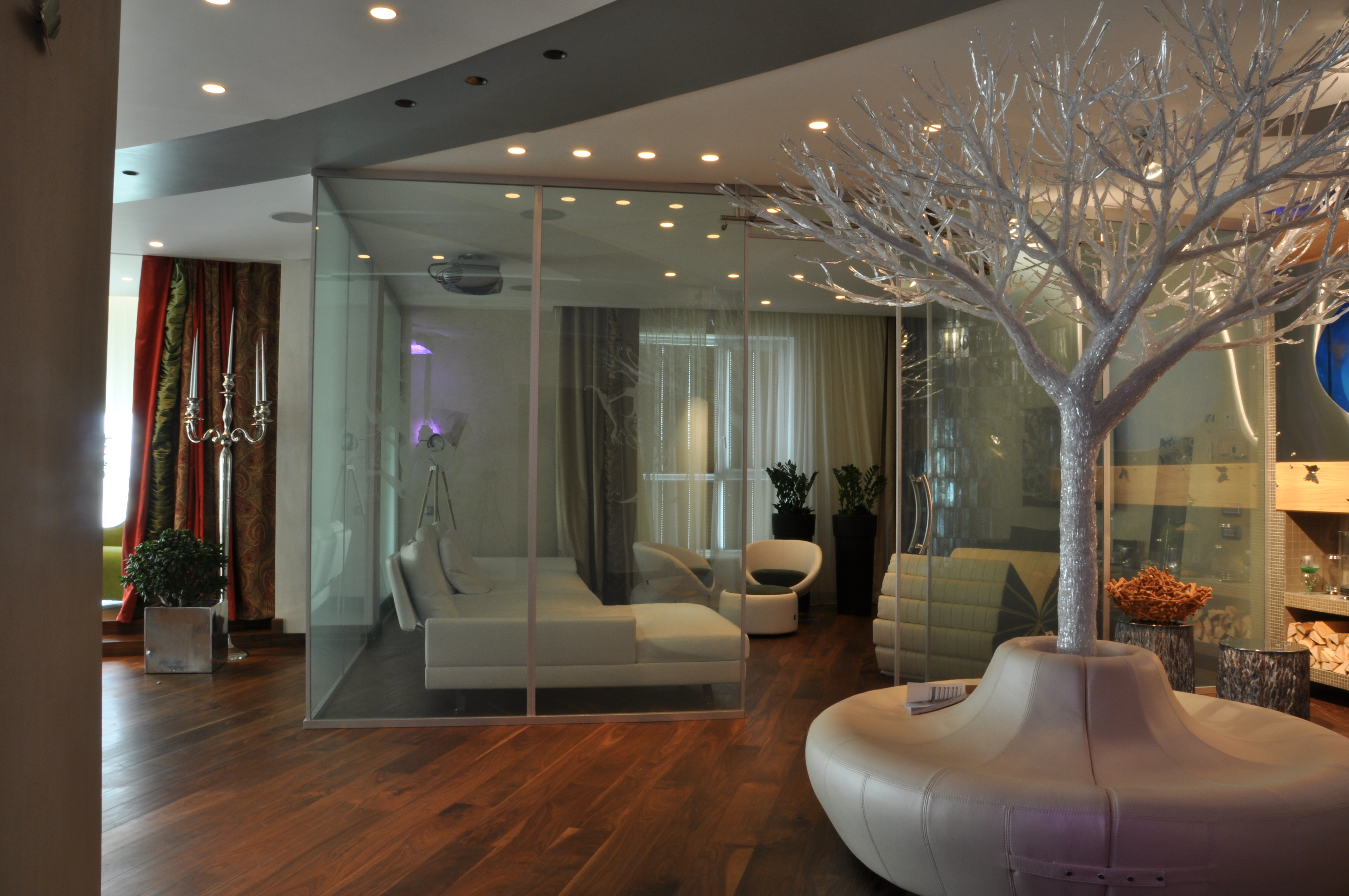
Звукоизолирующее смарт-стекло включено

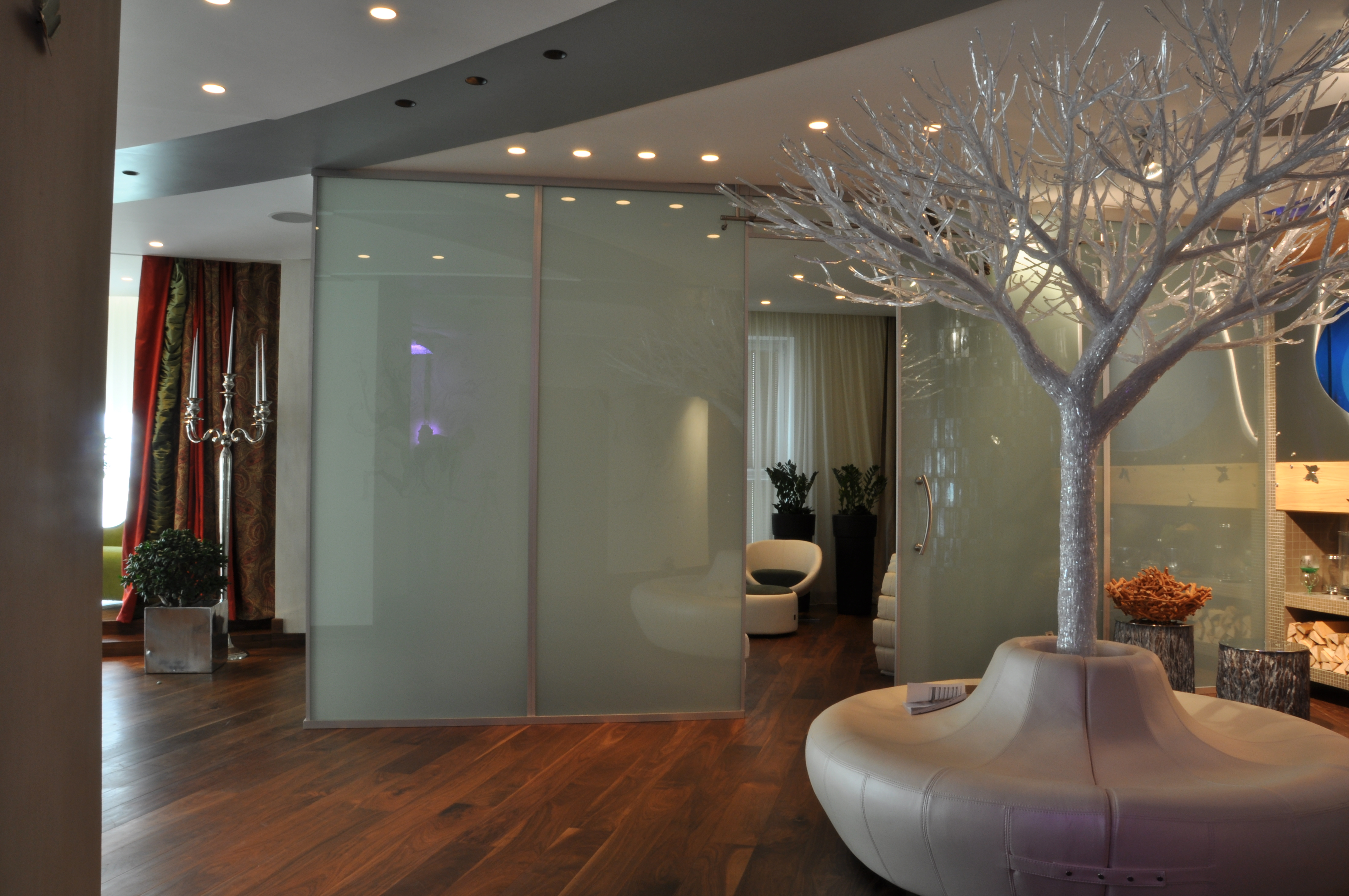
Звукоизолирующее смарт-стекло выключено

У́мное стекло́ (англ. smart window, также используются названия: «смарт-стекло», «электрохромное стекло», «стекло с изменяющимися свойствами») — композит из слоев стекла и различных химических материалов, используемый в архитектуре и производстве для изготовления светопрозрачных конструкций (окон, перегородок, дверей и т. п.), изменяющий свои оптические свойства (опалесценция (матовость), коэффициент светопропускания, коэффициент поглощения тепла и т. д.) при изменении внешних условий, например, освещённости, температуры или при подаче электрического напряжения.

## Основные принципы
Различные типы стекольных композитов основаны на фотохимических явлениях, связанных с изменением пропускающих свойств при изменении внешних условий: изменение светового потока (фотохромизм), температуры (термохромизм), электрического напряжения (электрохромизм).
Некоторые устройства с применением жидких кристаллов (LCD), когда находятся в термотропном состоянии, могут изменять количество пропускаемого света, при возрастании температуры. Вольфрам с добавлением диоксида ванадия VO2 отражает инфракрасное излучение, при возрастании температуры выше 29 °C, блокируя солнечное излучение через окно при высоких внешних температурах.
Эти типы остекления невозможно контролировать. Окна из смарт-стекла, управляемые электричеством также могут изменять свойства в зависимости от внешних условий (яркости освещения или температуры) с применением соответствующих датчиков, например, термометра или фотодатчиков.
Также к смарт-стёклам относят самоочищающиеся или автоматически открывающиеся (или автоматически закрывающиеся) для вентилирования окна, например, по времени или по сигналу от датчика дождя. Иногда к ним относят специфическое остекление, например проекционное (на основе диффузных или аналогичных технологий), звуковое стекло (в котором вся поверхность стекла является динамиком, что позволяет наполнять помещение равномерным звуком), сенсорное стекло (реагирующее на касание рукой или специальным указателем) и электрообогреваемое стекло (обогрев происходит равномерно по всей площади — не путать с автомобильным, где используются нитевидные нагревательные элементы).
Основные технологии смарт-стекла:
- полимерный жидкокристаллический слой (LCD, Liquid crystal devices);
- на взвешенных частицах (SPD, Suspended particle devices);
- электрохромный (электрохимический) слой.

## Преимущества и недостатки
Смарт-стекло позволяет уменьшить потери тепла, сократить расходы на кондиционирование и освещение, служат альтернативой жалюзи и механическим затеняющим экранам, шторам. В прозрачном состоянии жидкокристаллическое или электрохимическое смарт-стекло не пропускает ультрафиолетовое излучение; смарт-стекло на взвешенных частицах требует для блокировки ультрафиолета использование специальных покрытий.
Основные недостатки смарт-стекла — это относительно высокая стоимость, необходимость использования электрического напряжения, скорость переключения между состояниями (в частности, электрохромное стекло), опалесценция (замутнение) или меньшая прозрачность по сравнению с обычным стеклом. Смарт-стекло последнего поколения по сравнению с предшествующими имеет более низкий уровень опалесценции и может управляться безопасным низковольтным питанием от 12 до 36 Вольт.

## Полимерные жидко-кристаллические устройства (LCD)
В полимерных жидкокристаллических устройствах (англ. Polymer dispersed liquid crystal devices, PDLCs или LCD), жидкие кристаллы разлагаются на составляющие или диспергируются в жидкий полимер; затем затвердевают или фиксируют полимер.
При переходе полимера из жидкого в твердое состояние, жидкие кристаллы становятся несовместимы с твердым полимером и формируют капли (вкрапления) в полимере. Условия фиксации влияют на размер капель, что в свою очередь приводит к изменению свойств смарт-стекла.
Обычно, жидкая смесь полимера и жидких кристаллов расположена между двумя слоями стекла или пластика, с нанесённым тонким слоем прозрачного проводящего материала, который обеспечивает подвод напряжения и затвердевание полимера. Эта принципиальная «бутербродная» структура смарт-стекла является эффективным рассеивателем. Электропитание от источника подключается к электродам, изготовленным из медной фольги со слоем электропроводного клея, контактирующим с проводящим слоем плёнки.
Без напряжения, жидкие кристаллы случайно упорядочены в капли, что приводит к рассеянию параллельных лучей света.
При подаче электропитания, электрическое поле между двумя прозрачными электродами на стекле заставляет жидкие кристаллы выравниваться, позволяя свету проходить через капли с очень маленьким рассеянием. Стекло переходит в прозрачное состояние. Степень прозрачности может контролироваться приложенным напряжением. Это возможно благодаря тому, что при маленьких напряжениях только часть жидких кристаллов может выровняться полностью в электрическом поле, и только маленькая порция света проходит сквозь стекло без искажения, в то время как большая часть рассеивается. По мере возрастания напряжения, меньше кристаллов остается не выровненными, что приводит к меньшему рассеянию света.
Также можно контролировать количество света и тепла, проходящего через стекло, при использовании красителей и специальных добавочных внутренних слоев. Также возможно создать противопожарные и противорадиационные версии для использования в специальных устройствах.
Фирма Al Сoat Ltd. (один из исследовательских центров США) продемонстрировала, что изображение может быть сформировано в прозрачных электродах или в полимере, позволяя производство экранных устройств и декоративных окон. Большая часть устройств, предлагаемых сегодня работает в только ВКЛ или ВЫКЛ состояниях, хотя технология обеспечения различных уровней прозрачности легко осуществима.
Эта технология используется для внутренних и внешних установок для контроля приватности (например, переговорных комнат, медицинских комнат интенсивной терапии, ванных комнат, душа) и экрана обратной проекции для проектора.
Потребляемая мощность PDLC плёнки составляет 4÷5 Вт/м2.
Существует 3 цвета PDLC плёнки молочно-белая, молочно-серая и молочно-голубая. На основе PDLC плёнки изготавливают смарт-стекло методом триплексации. Изделия из смарт-стекла обладают повышенными требованиями по уходу за ними, применение агрессивных составов и жидкостей, повышенные механические нагрузки могут приводить к эффекту деламинации смарт-стекла.

## Устройства со взвешенными частицами (SPD)
В устройствах со взвешенными частицами (англ. Suspended particle devices, SPD), тонкая плёнка слоистых материалов стержнеобразных частиц, взвешенных в жидкости помещается между двумя слоями стёкол или пластика (или присоединяется к одному слою). Если напряжение не приложено, взвешенные частицы ориентированы случайно и поглощают свет, так, что стекло выглядит темным (непрозрачным), синим или реже серым или чёрным.
Если напряжение приложено, взвешенные частицы выравниваются и позволяют свету проходить. Смарт-стекло на основе взвешенных частиц может мгновенно переключаться и позволяет осуществлять точный контроль количества проходящего света и тепла. Маленький, но постоянный ток необходим все время, пока смарт-стекло находится в прозрачном состоянии.

## Электрохромные устройства (ECD)
Электрохромные, или электрохромические устройства изменяют прозрачность материала при подаче напряжения и тем самым контролируют количество пропускаемого света и тепла: состояние меняется между цветным, полупрозрачным состоянием (обычно синий) и прозрачным. Оттенки в «темном» состоянии могут быть от самой насыщенной тонировки до едва заметного затенения. Обычно подача напряжения необходима только для изменения степени прозрачности, но после того, как состояние изменилось, нет необходимости в электропитании для поддержания достигнутого состояния.
Затемнение возникает по краям, перемещается внутрь — это медленный процесс, занимающий от многих секунд до нескольких минут в зависимости от размеров окна («радужный эффект»).
Электрохимические материалы используются для контроля количества света и тепла, проходящего через окна, применяются в автомобильной индустрии для автоматического затемнения зеркал заднего вида автомобиля при различном освещении. Электрохромное стекло обеспечивает видимость даже в затемнённом состоянии и тем самым сохраняет визуальный контакт с внешней средой. Это используется в небольших приложениях, как, например, зеркалах заднего обзора. Электрохромная технология также находит применение во внутренних устройствах, например, для защиты объекта под стеклом в музее и картин от повреждающего воздействия ультрафиолета и световых волн видимого диапазона.
Примером электрохромного материала служит полианилин, который может быть создан электрохимически или химическим окислением анилина. При погружении электрода в соляную кислоту с небольшой примесью анилина, на нём формируется плёнка полианилина. В зависимости от окислительно-восстановительного состояния, полианилин может окраситься жёлтым или темно-зелёным/чёрным. Другими электрохромными материалами, применяющимися на практике, являются виологены и оксид вольфрама WO3, который находит наибольшее применение при производстве электрохромных или смарт-стёкол.
Виологен используется в соединении с диоксидом титана TiO2 для создания небольших цифровых дисплеев. Ожидается, что они заменят жидкокристаллические экраны, так как виологен (обычно темно-синий) контрастирует со светлым титаном, обеспечивая высокую контрастность экрана.
Последние достижения в электрохромных материалах относящиеся к переходным электрохромическим металл-гидридам привели к разработке отражающих гидридов, которые становятся более отражающими, чем поглощающими, переключая состояния между «прозрачным» и «зеркальным».

## Технология производства
Смарт-стекло производится путём триплексования двух или более листов стекла, поликарбоната или их сочетания. Наиболее распространены следующие технологии изготовления панелей смарт-стекла по типу используемых ламинирующих плёнок:
- EVA — этиленвинилацетатная плёнка;
- PVB — поливинилбутиральная плёнка;
- TPU — плёнка из термопластичного полиуретана.

## Примеры использования
Смарт-стекло может использоваться как в наружных, так и во внутренних инсталляциях. Например, огромный экран из смарт-стекла с изменяющейся матовостью служит дисплеем в Guinness Storehouse (Дублин). Рекламная кампания Nissan Micra CC в Лондоне проводилась с использованием коробов с четырьмя панелями из смарт-стекла, которые последовательно изменяли матовость для создания поразительной рекламной инсталляции на улицах города.
Пример рационального использования обычно ограниченного музейного пространства — экспозиционные витрины и выгородки, трансформирующиеся в мультимедийные экраны. Проект этого типа реализован в российской части экспозиции музея Аушвиц-Биркенау в Освенциме, Польша.
Другой пример использования — огромный стеклянный куб, способный выезжать из здания жилой башни на высоте 88 этажа (Eureka Towers, Мельбурн, Австралия). Куб вмещает в себя 13 человек. Когда он выступает на 3 м, стекло становится прозрачным, предоставляя возможность посетителям обзор Мельбурна с высоты 275 м.
Основное использование смарт-стекла — внутренние перегородки и двери, которые многие компании используют для организации конфиденциальных комнат переговоров. В обычном состоянии такие помещения являются частью внутреннего пространства офиса, но при необходимости служат приватным помещением. Такую же функцию выполняет смарт-стекло в госпиталях для организации комнат осмотра пациентов. Также умное стекло используется в кассовых зонах банков, в зонах отдыха и примерочных в магазинах.
В рекламе используются витрины из смарт-стекла, выходящие на улицу, для презентаций и рекламных роликов. По необходимости, смарт-стекло может становиться прозрачным для обзора интерьера помещения или выставленных образцов (одежды, машин и т. д.), либо матовым и использоваться в качестве проекционного экрана.
В Boeing 787 Dreamliner используются электрохромные окна, которые заменяют заслонки иллюминаторов самолёта. NASA рассматривает возможность использования электрохромного остекления для управления температурой в новых космических кораблях Орион и Альтаир.
Смарт-стекло также используется в некоторых малых сериях автомобилей. Например, в Ferrari 575 M Superamerica установлена крыша из смарт-стекла; такая же опция есть в автомобилях Maybach.
Панели смарт-стекла, изготовленные с применением специальной звукопоглощающей плёнки PVB, используются для акустического зонирования помещений различного назначения.